# Джеральд Макгі
Джеральд Реджінальд Макгі (англ. Gerald Reginald McGhie; нар. 16 листопада 1939, Данідін, Отаго, Нова Зеландія) — новозеландський дипломат. Надзвичайний і Повноважний Посол Нової Зеландії в Україні за сумісництвом (1993).

## Життєпис
Народився 16 листопада 1939 року в Данедіні, штат Отаго, Нова Зеландія. Отримав бакалавра в Університеті Отаго, Данідін. У 1964 отримав диплом магістра мистецтв в Університеті Отаго, Данедін.
У 1959—1965 рр. — працював клерком в ShellOil, Нова Зеландія, Данедін.
З 1965 року на дипломатичній роботі в Міністерстві закордонних справ, Веллінгтон, Нова Зеландія;
У 1980—1981 рр. — тимчасовий повірений у справах Нової Зеландії в СРСР;
У 1985—1988 рр. — Верховний комісар Верховної комісії Нової Зеландії, Папуа Нова Гвінея.
У 1988—1990 рр. — працював директором підрозділу Близького Сходу та Африки МЗС Нової Зеландії;
У 1990—1991 рр. — Надзвичайний і Повноважний Посол Нової Зеландії в СРСР;
У 1991—1993 рр. — Надзвичайний і Повноважний Посол Нової Зеландії в РФ;
У 1993 році — Надзвичайний і Повноважний Посол Нової Зеландії в Україні за сумісництвом. Вручив вірчі грамоти Президенту України Леоніду Кравчуку.
У 1994—1996 рр. — директором відділу державних справ МЗС Нової Зеландії;
У 1996—1999 рр. — Надзвичайний і Повноважний Посол Нової Зеландії в Сеулі, Республіка Корея.
У 2000—2001 рр. — співробітник Університету Вікторії, Веллінгтон.
У 2002—2003 рр. — Директор Інституту міжнародних відносин Нової Зеландії, Веллінгтон.
У 2004 році — Директор Transparency International.
У 2003—2005 рр. — Член Опікунського Фонду тихоокеанського співробітництва, Веллінгтон.
У 2005 році — Президент філії Інституту міжнародних справ Нової Зеландії.

## Автор праць
- Мемуари Balancing Acts by Gerald McGhie[6]

## Нагороди та відзнаки
- Почесний орден королеви Єлизавети ІІ (2005)

## Сім'я
- Батько — Вільям Уотсон
- Мати — Ірен Сара Макгі
- Дружина — Кароліна Сьюзан Скотт